# Mundialismo
El mundialismo puede definirse como el conjunto de ideas, sentimientos y actos que propugnan y expresan la solidaridad entre los pueblos de la Tierra y que tienden a establecer una ley y unas instituciones de carácter supranacional que les sean comunes. Por su propia naturaleza, el mundialismo no es partidista ni política ni confesionalmente. Es también la corriente de pensamiento que adoptan las personas que se identifican como ciudadanos del mundo.
Según es definido autorizadamente,

el mundialismo es un conjunto de ideas y actos encaminados a expresar la solidaridad de todos los pueblos de la Tierra, que tiene como objetivo crear instituciones y leyes supranacionales de estructura federativa, con el debido respeto hacia las diferentes culturas y pueblos. Trata de llevar a cabo una nueva organización política de la humanidad que suponga la transferencia de una parte de la soberanía nacional a una autoridad federal mundial capaz de resolver mediante decisiones mayoritarias los problemas que amenazan la continuidad de la especie humana: la guerra, el hambre, la contaminación, la superpoblación y la energía.

## Antecedentes
Aunque las raíces del mundialismo se encuentran en la antigüedad, reaparece en la época contemporánea poco después de la Segunda Guerra Mundial – la Primera ya engendró los primeros pacifistas, pero no fueron capaces de frenar la Segunda –, cuando toda una red de organizaciones sin fronteras (veterinarios, médicos, reporteros, homeópatas, arquitectos, juristas, educadores, etc.) y la asociación esperantista Servas impulsan este ideario de fraternidad. Lo que diferencia a estas organizaciones del mundialismo es que este incluye propuestas no partidistas orientadas a una nueva estructura política mundial.
Nació en Francia en el año 1946 de la mano de Robert Soulage, más conocido como Robert Sarrazac, su nombre de resistencia, quien impulsó el denominado Frente Humano de los Ciudadanos del Mundo y lanzó en Europa la idea de una asamblea constituyente de los pueblos. Esta idea ya había sido propuesta en Estados Unidos en 1924 por las pacifistas Lola M. Lloid y Rosika Schwimmer. Pero el hecho que más notoriedad y difusión otorga a esta diferente óptica o concepción del ser humano y de su ámbito sociopolítico tiene lugar en 1948, año en que Garry Davis rompe su pasaporte estadounidense y decide situarse bajo la protección de la ONU — que entonces estaba todavía situada en París — al tiempo que se autoproclamaba ciudadano del mundo. Acto seguido efectuaba una petición ante la asamblea general del citado organismo internacional — que no supranacional — para la convocatoria de una asamblea constituyente mundial. Según Davis — que se instaló en una tienda de campaña durante unas semanas delante de la sede de la ONU para reivindicar las ideas mundialistas —, dicha asamblea izará la bandera de la soberanía de un solo gobierno para un solo pueblo. La idea de la ciudadanía mundial cobra tal éxito que al año siguiente se inscribe en París el  Registro Internacional de los Ciudadanos del Mundo, que se expande rápidamente por 78 países y sigue un progresivo crecimiento en los años posteriores. Tanto es así que en el año 1969 se organizan las primeras elecciones transnacionales para el Congreso de los Pueblos, símbolo y simiente de una futura asamblea mundial.
Guy y Renée Marchand, que dedicaron toda su vida a la causa mundialista, fueron los activistas más significados desde entonces e impulsaron el tratado Summa mundialista, referente fundamental sobre la entidad y el contenido del mundialismo.

## La propuesta mundialista deUnidad en la Diversidad
El mundialismo no engloba un odio hacia la patria propia o el lugar donde se ha nacido o donde se reside. Al contrario de esto, un mundialista desea la prosperidad en dicho lugar. Lo que ocurre es que en su mentalidad creerá que la mejor forma de conseguir prosperidad en la patria es consiguiendo prosperidad en el mundo, de forma que la patria será próspera.
Así pues, el mundialismo no pretende de ningún modo la homogeneización de los diversos pueblos y culturas, ni tampoco que desaparezcan las soberanías nacionales, pero sí que se autolimiten en lo necesario. Es decir, que determinados problemas de alcance y entidad auténticamente universales sean afrontados y resueltos mediante la intervención de una autoridad realmente supranacional, cuyas decisiones puedan extenderse a todo el planeta, sin execepción. Quienes en verdad se sienten mundialistas insisten, pues, en el respeto a la entidad y a la integridad de cada persona en la toma de conciencia de los problemas actuales y en el desarrollo de una actitud cívica y solidaria hacia los demás.
El mundialismo no es el Nuevo Orden Mundial (New World Order).

Esta etiqueta corresponde en realidad a la imposición mundial del modelo ideológico cultural anglosajón, que afecta a la humanidad con la alienación consumista. De ninguna manera pueden ser citadas como vinculadas al mundialismo personas bien notorias –políticos o no–, que se hayan significado por su autoritarismo o espíritu poco democrático. En el Mundialismo se habla de Nueva Organización, no de Nuevo Orden.

El mundialismo propugna y se hace suyo el principio Unidad en la Diversidad dentro del ámbito planetario, que en ningún caso se ha de confundir con uniformidad. Lo que el mundialismo propone es que las fronteras pierdan su carácter de separación y sean, en cambio, oportunidades de convivencia y solidaridad. Es conveniente – dicen los mundialistas – que existan etnias, países, naciones, etc., en el sentido de que son factores de afirmación personal dentro de la colectividad, pero todo esto tiene que servir para enriquecer este concepto de etnia (o cualquier otro de similar entidad) con otro más universal. La propuesta mundialista no quita fuerza, importancia, variedad ni particularismo, sino que aporta un factor nuevo de dimensión planetaria. Nacionalismo y mundialismo, pues, no se oponen; en todo caso, se complementan. La función de los organismos mundiales es la de limitarse a garantizar el derecho de convivencia pacífica entre las diversas naciones del mundo y facilitar intercambios entre ellas para que se enriquezcan mutuamente.
Muchos mundialistas se llaman a sí mismos ciudadanos del mundo, especialmente si se han inscrito en el Registro de Ciudadanos del Mundo (RECIM). Éstos afirman que el mundialismo no es utópico, pero sí difícil. "El mundo será uno o no será".

## El Manifiesto de los Trece
Los ciudadanos del mundo protagonizaron un acto mundialista muy importante en 1966, cuando trece personalidades de renombre universal – inscritos en el Registro de Ciudadanos del Mundo – publicaron un manifesto a favor del civismo mundial, conocido como Manifiesto de los Trece. Estas trece personalidades firmaron el Manifiesto aquel 3 de marzo de 1966 con los siguientes nombres y distinciones:
- Lord Boyd Orr (Reino Unido) exdirector de la F.A.O., premio Nobel de la Paz 1966.
- Josue De Castro (Brasil), expresidente de la F.A.O. y presidente fundador del Centro Internacional del Desarrollo.
- Danilo Dolci (Italia), pionero del desarrollo socioeconómico de Sicilia, premio Lenin.
- Shinzo Hamai (Japón), alcalde de Hiroshima.
- Profesor J. L. Hromadka (Checoslovaquia), decano facultad de Teología de Praga, presidente de la Conferencia Cristiana de la Paz.
- Profesor Alfred Kastler (Francia), miembro del Instituto Academia de les Ciencias, premio Nobel de Física 1966.
- Señora Rajan Nehru (India), escritora.
- Profesor Linus Pauling (EUA), premio Nobel de Química 1954, premio Nobel de la Paz 1962.
- Abbé Pierre (Francia), fundador de las Comunidades Emaús.
- Jean Rostand (Francia), miembro del Instituto Academia Francesa
- Lord Bertrand Russell (Reino Unido), premio Nobel de Literatura 1949.
- Profesor Ivan Supek (Yugoslavia), miembro de la Academia de Ciencia y Letras de Zagreb, presidente del grupo de Pugwash.
- Profesor Hanz Thirring (Austria), miembro de la Academia de les Ciencias Austriaca.

## Lo que piden los mundialistas
- Creación de un legislativo mundial: la asamblea general de la ONU sería el senado mundial y una segunda cámara la del pueblo mundial.
- Reforma de la Carta de las Naciones Unidas, a fin de que la ONU adquiera la autoridad de que ahora carece.
- Creación de una policía mundial integrada por agentes independientes de los Estados soberanos y dependiendo directamente de la ONU.
- Creación de un tribunal mundial para juzgar a los criminales de guerra.
- Creación de una autoridad mundial del medio ambiente.
- Creación de una autoridad mundial encargada de velar por el respeto de los deberes y derechos humanos.
- Creación de una autoridad mundial para garantizar, con caràcter de prioridad absoluta, la autosuficiencia alimentaria.